# Puszcza (powiat sierpecki)
Puszcza – wieś w Polsce położona w województwie mazowieckim, w powiecie sierpeckim, w gminie Rościszewo.
W latach 1975–1998 miejscowość administracyjnie należała do województwa płockiego.